# Dörrvakterna
Dörrvakterna är en svensk dokumentärserie som har premiär på SVT1 den 25 mars 2020. Första säsongen består av sex avsnitt.

## Handling
Serien handlar om dörrvakterna Adrian, Edvin, Mia samt nya Zeliha som endast jobbat 6 månader. Tittarna får följa dem både som privatpersoner och i tjänst. Vad driver dörrvakterna i deras jobb, och hur påverkar det deras liv vid sidan om jobbet? Vilka befogenheter har de och hur kan de under stress fatta rätt beslut trots att det skapa problem för dem?